# Niedźwiedna
Niedźwiedna (niem. Weißbrod) – część miasta Bystrzyca Kłodzka w Polsce, położona w województwie dolnośląskim, w powiecie kłodzkim, w gminie Bystrzyca Kłodzka.

## Położenie
Niedźwiedna to osiedle Bystrzycy Kłodzkiej leżące nad dolnym biegiem Wilczki, pomiędzy stacją kolejową Bystrzyca Kłodzka Przedmieście a Wilkanowem, na wysokości około 350 m n.p.m.

## Podział administracyjny
W latach 1975–1998 miejscowość administracyjnie należała do województwa wałbrzyskiego.

## Historia
Pierwsza wzmianka o Niedźwiednej pochodzi z 1341 roku i wymienia tutejszy folwark. W 1400 roku istniało tu wolne sędziostwo. W kolejnych latach miejscowość rozwijała się słabo i obejmowała jedynie folwark. W XVIII wieku Niedźwiedna została samodzielną wsią, w 1782 roku oprócz folwarku było tu 16 zagrodników. W 1825 roku było tu 13 domów, w 1840 roku ich liczba wzrosła do 15. W XIX wieku miejscowość zaczęła się przekształcać w typową osadę podmiejską, po przeprowadzeniu linii kolejowej w 1875 roku pojawiły się drobne zakłady przemysłowe. Stan taki utrzymywał się po 1945 roku, w 1961 roku wieś została włączona do Bystrzycy Kłodzkiej.

## Zabytki
W Niedźwiednej zachowało się kilka drewnianych domów mieszkalnych i gospodarczych, o konstrukcji wieńcowej, pochodzących z XVIII i XIX wieku. 